# Eastbourne

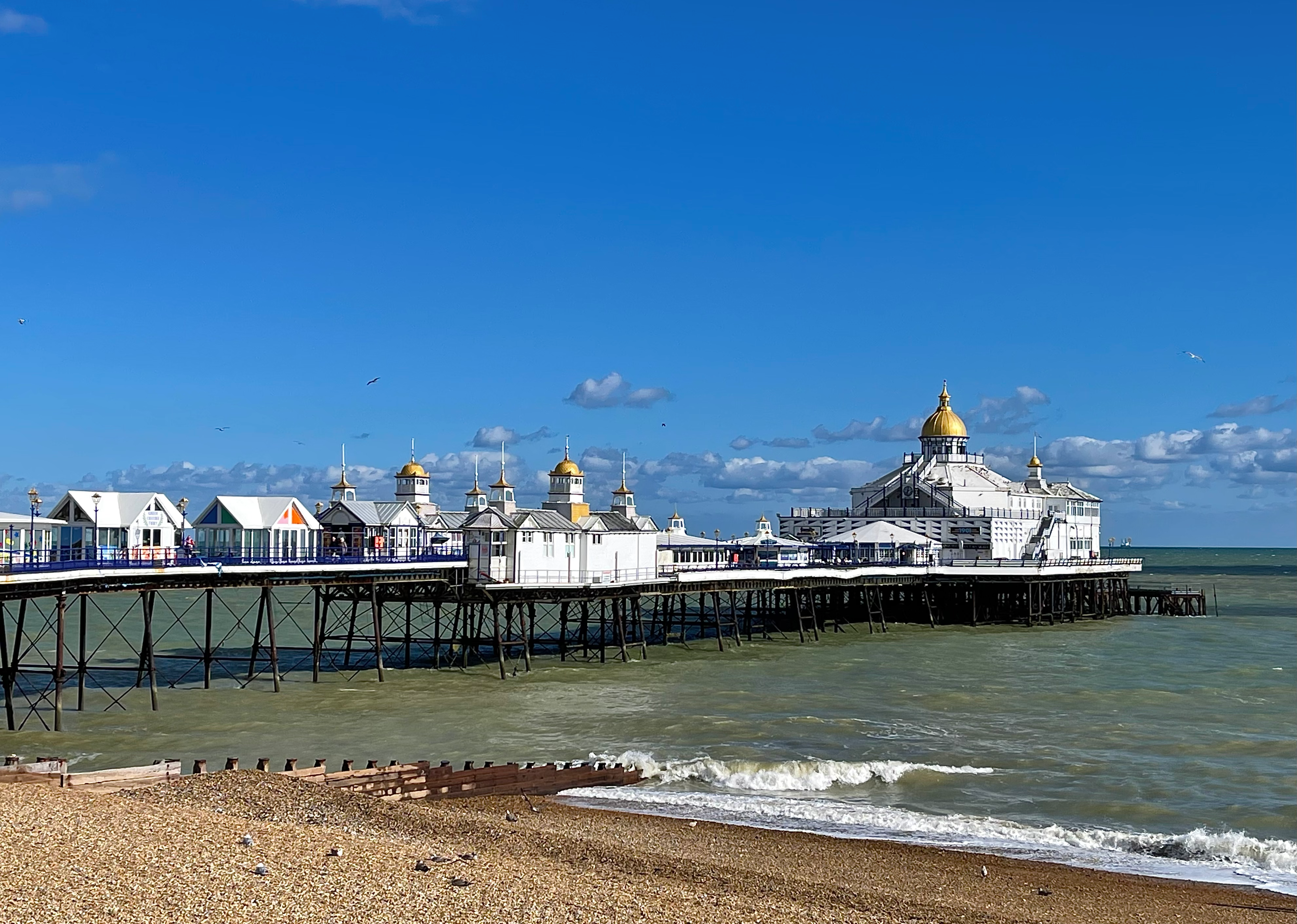

Eastbourne è una città e distretto del Regno Unito, nella contea inglese dell'East Sussex.